# Cinderella Up-to-Date
Cinderella Up-to-Date va ser un curtmetratge mut francès del 1909 dirigit per Georges Méliès i protagonitzada per Francis Ford. La pel·lícula va ser venuda per la Star Film Company de Méliès als Estats Units i distribuïda per Enterprise Optical Company. No se sap si és perduda.